# ميودراغ أنجيلكوفيتش
ميودراغ أنجيلكوفيتش (مواليد 7 ديسمبر 1977)، هو لاعب كرة قدم سابق كان يلعب كمهاجم.

## وصلات خارجية
- ميودراغ أنجيلكوفيتش على موقع اتحاد تركيا (لاعب) (الإنجليزية)
- ميودراغ أنجيلكوفيتش على موقع اتحاد أوكرانيا (الإنجليزية)
- ميودراغ أنجيلكوفيتش على موقع رابطة كرة القدم اليابانية للمحترفين (اليابانية)
- ميودراغ أنجيلكوفيتش على موقع دوري كوريا الجنوبية (الإنجليزية)
- ميودراغ أنجيلكوفيتش على موقع قاعدة بيانات كرة القدم.إي يو (الإنجليزية)
- ميودراغ أنجيلكوفيتش على موقع بيانات كرة القدم. دي إي (الألمانية)
- ميودراغ أنجيلكوفيتش على موقع Soccerway.com (الإنجليزية)
- ميودراغ أنجيلكوفيتش على موقع عالم كرة القدم.نت (الإنجليزية)